# Kabir

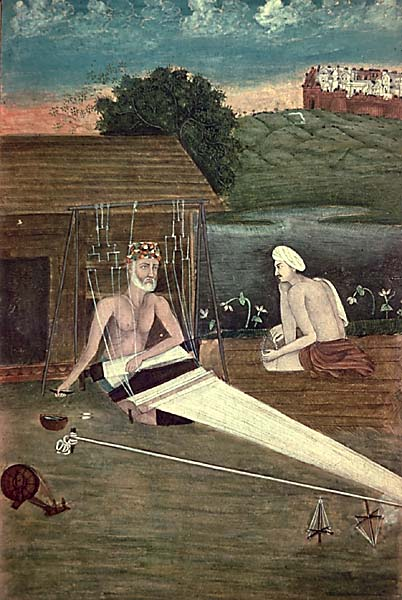
Kabir (la războiul de ţesut) și un discipol de-al său

Kabir (sau Kabīra) (în hindi: कबीर, în punjabă: ਕਬੀਰ, în urdu: کبير‎) (1440—1518) a fost un poet mistic indian, reprezentant al mișcării religioase Bhakti.
A fost de profesiune țesător.
A fost și un important reformator religios fiind chiar sanctificat.
Astfel, a criticat castele, ritualurile, idolatria, clerul (atât cel islamic, cât și cel hindus) revendicând o spiritualitate autonomă, eliberată de ritualuri.

## Scrieri
Este autorul unor imnuri religioase cuprinse în Ādhī Granth (cartea sfântă a a sikhismului) și al unor poeme scurte, adunate postum de discipolii săi în 1570, apoi în cartea Bījak (1823 - Documentul).
1. 1 2  „Kabir”, Gemeinsame Normdatei, accesat în 15 octombrie 2015
2. 1 2  Kabir, SNAC, accesat în 9 octombrie 2017
3. ↑   (PDF) https://ncert.nic.in/textbook/pdf/jhsp101.pdf Lipsește sau este vid: |title= (ajutor)
4. 1 2  Kabir, www.poetryfoundation.org, accesat în 9 octombrie 2017
5. 1 2  Kabir, MAK
6. ↑  Kabir, Brockhaus Enzyklopädie, accesat în 9 octombrie 2017